# Irena Kamieńska-Siuta
Irena Kamieńska-Siuta (ur. 14 czerwca 1930) – polska działaczka państwowa i społeczna, rusycystka, w latach 1973–1975 naczelnik Karpacza, w latach 1975–1981 wicewojewoda jeleniogórski.

## Życiorys
Absolwentka I Liceum Ogólnokształcącego w Jeleniej Górze z 1947, ukończyła następnie studia z filologii rosyjskiej. Działała w Organizacji Młodzieży Towarzystwa Uniwersytetu Robotniczego i Polskiej Zjednoczona Partii Robotniczej. Pracowała m.in. jako przewodniczka turystyczna i nauczycielka w liceum. W latach 70. była naczelniczką gminy Janowice Wielkie. Od grudnia 1973 do lipca 1975 sprawowała funkcję naczelniczki Karpacza, w tym okresie miejscowość otrzymała odznaczenie „Zasłużony dla Miasta i Powiatu Jelenia Góra”. Następnie objęła nowo utworzone stanowisko wicewojewody jeleniogórskiego, pozostała na nim do marca 1981. W późniejszych latach była m.in. założycielką Polskiego Towarzystwa Walki z Kalectwem.
Była jedną z bohaterek książki Filipa Springera Miedzianka. Historia znikania. Zamężna ze Stanisławem Siutą.